# Décennie 1440 en arts plastiques
Chronologie des arts plastiques
Années 1430 - Années 1440 - Années 1450
Cet article concerne les années 1440 en arts plastiques.

## Événements
- Vers 1440 : le sculpteur Luca della Robbia invente une nouvelle technique de terre cuite vernissée à décor de figurines blanches sur fond bleu, occasionnellement polychrome, qui remporte un immense succès. Il compose les médaillons des apôtres de la chapelle des Pazzi, à Florence, ainsi que les lunettes de l’Ascension et de la Résurrection aux portails de l’ancienne et de la nouvelle sacristie du dôme de Florence[1]. Il recouvre ses sculptures d'un émail à base d'étain (émail stannifère)[2].
- 11 mai 1440 : Pisanello est à Milan[3].
- 1441 : le peintre vénitien Jacopo Bellini est admis à la cour de Ferrare où il remporte un concours l’opposant à Pisanello, pour l’exécution du portrait du duc Lionel d'Este[4].
- 1443 : l'arrivée de Donatello à Padoue marque le début de la Renaissance padouane[5].
- 6 juillet 1444 : le peintre Petrus Christus s’installe à Bruges[6].
- 1444 : le peintre Enguerrand Quarton, originaire du diocèse de Laon, dans le nord de la France réside à Aix-en-Provence, puis à Arles en 1446. Il s’installe à Avignon en 1447[7]. A Aix-en-Provence, en collaboration avec Barthélemy d'Eyck, il peint un livre d’Heures conservé à New York.
- Vers 1444 - 1448 (date probable) : le peintre Jean Fouquet visite Rome et Florence[8], se lie avec Le Filarète et fait probablement la connaissance de Fra Angelico, assimilant les récentes théories sur la perspective formulées par Alberti[9]. En 1448, il s’installe à Tours[10] et travaille pour Charles VII, puis pour Étienne Chevalier, trésorier de France, avant de servir Louis XI.
- 1445 - 1455 : Fra Angelico est appelé à Rome par le pape Eugène IV pour peindre des fresques sur la chapelle du Saint-Sacrement du Vatican, aujourd’hui détruite, puis celles de la Chapelle Nicoline[11].

## Réalisations
- 1439 - 1443 : Fra Angelico peint les fresques du couvent San Marco à Florence[12].
- 1439 - 1445 : Piero della Francesca et Domenico Veneziano travaillent à la réalisation de fresques, aujourd’hui disparues, décrivant la Vie de la Vierge pour le chœur de San Egidio à Florence[13].
- Vers 1440 : La Vierge d'humilité adorée par un prince de la Maison d'Este, de Iacopo Bellini[14].
- 1440-1441 : Madone de Nicolas Van der Maelbecke, inachevée, de Jan Van Eyck[15].
- Vers 1440-1445 :
  - Tabernacle du Canto dei Carnesecchi, fresque de Domenico Veneziano[16].
  - Ambraser Hofjagdspiel, jeu de cartes peint par Konrad Witz[17].
- 1440-1450 : Fra Filippo Lippi peint plusieurs tableaux sur le thème de L'Annonciation ; l’Annonciation Martelli (1440), l’Annonciation aux deux donateurs agenouillés (1440-1445), l’Annonciation Murate (1443-1450), l’Annonciation de Rome (1445-1450).
- 1441-1447 : le Couronnement de la Vierge  est peint par Filippo Lippi[18].
- Vers 1442-1445  : Retable de Miraflores, de Rogier van der Weyden[19].
- 1443 :
  - Paolo Uccello travaille à la décoration de l’horloge de la cathédrale de Florence, la Sphère des anges[20].
  - Le peintre flamand Rogier van der Weyden peint sa Descente de croix[21].
- 1443 - 1445 :
  - Paolo Uccello exécute à Florence les cartons d’une série de vitraux, dont la Résurrection et la Nativité, sont aujourd’hui toujours en place[20].
  - Triptyque de l'Annonciation d'Aix, retable attribué à Barthélemy d'Eyck[22].
  - Triptyque de la Crucifixion de Rogier van der Weyden[23].
- 1443 - 1452 : Le Jugement dernier, ou retable de Beaune, de Rogier van der Weyden[24].
- 20 février 1444 : érection probable du retable de la délivrance de Saint-Pierre, de Konrad Witz[25]. L'un des panneaux, la pêche miraculeuse, est considéré comme le premier paysage d'après nature[26]. On y voit la rade de Genève, le Salève et le massif du Mont-Blanc[27].
- Vers 1444 : Couronnement Marsuppini, tableau de Fra Filippo Lippi[28].
- Vers 1444-1450 : Giovanni di Paolo et Priamo della Quercia enluminent un manuscrit de la Divine Comédie de Dante destiné à Alphonse V d'Aragon[29].
- 1445 :
  - Vierge des Conseillers du peintre catalan Lluís Dalmau[30].
  - Retable de Guelfi peint par Giovanni di Paolo pour la basilique San Domenico de Sienne[31].
- 11 janvier 1445 : Piero della Francesca reçoit la commande du polyptyque de la Miséricorde, peint à Sansepolcro, terminé en 1462[32].
- Vers 1445 : Retable de Santa Lucia dei Magnoli de Domenico Veneziano à Florence[33].
- Vers 1445 - 1450 :
  - Dirk Bouts peint le triptyque de La Vie de la Vierge  (Musée du Prado, Madrid)[34].
  - Andrea del Castagno peint La Cène, fresque du cenacolo di Sant'Apollonia à Florence[35].
  - Jost Haller peint le retable du Tempelhof de Bergheim, représentant la prédication de Jean-Baptiste et le combat de saint Georges[36].
  - Triptyque des Sept Sacrements, peint par Rogier van der Weyden[37].
- 1446 :
  - Donatello travaille à l’autel de la basilique Saint-Antoine de Padoue (groupe de la Vierge et l’Enfant, relief du Miracle de saint Antoine).
  - Shūbun peint Lecture dans un bosquet de bambous, encre sur papier[38].
- Vers 1446 : Portrait d'un Chartreux, de Petrus Christus[39].
- 1446 - 1453 : la statue équestre du condottière Gattamelata est exécutée à Padoue par Donatello[40].
- 14 mai 1447 :  Fra Filippo Lippi reçoit le règlement de son tableau représentant L'Apparition de la Vierge à saint Bernard destinée à figurer au Palazzo Vecchio à Florence[41].
- 14 juillet 1447 : Fra Angelico, avec son élève Benozzo Gozzoli, commence les fresques pour la cathédrale d'Orvieto[42].
- Vers 1447 : Paolo Uccello peint le Déluge, scènes de la vie de Noé, fresques réalisées pour le Chiostro Verde de Santa Maria Novella à Florence[43].
- 1447 - 1450 : Scènes de la vie d’Étienne et de Laurent, fresques de Fra Angelico et de Benozzo Gozzoli à la chapelle Nicoline du Vatican[42].
- Vers 1447-1455 : décoration d'un manuscrit du Mare historiarum destiné à Guillaume Jouvenel des Ursins par l'atelier du Maître de Jouvenel (730 miniatures achevées partiellement vers 1455)[44].
- Vers 1448-1450 : Le Baptême du Christ, panneau d'un triptyque de Piero della Francesca[45].

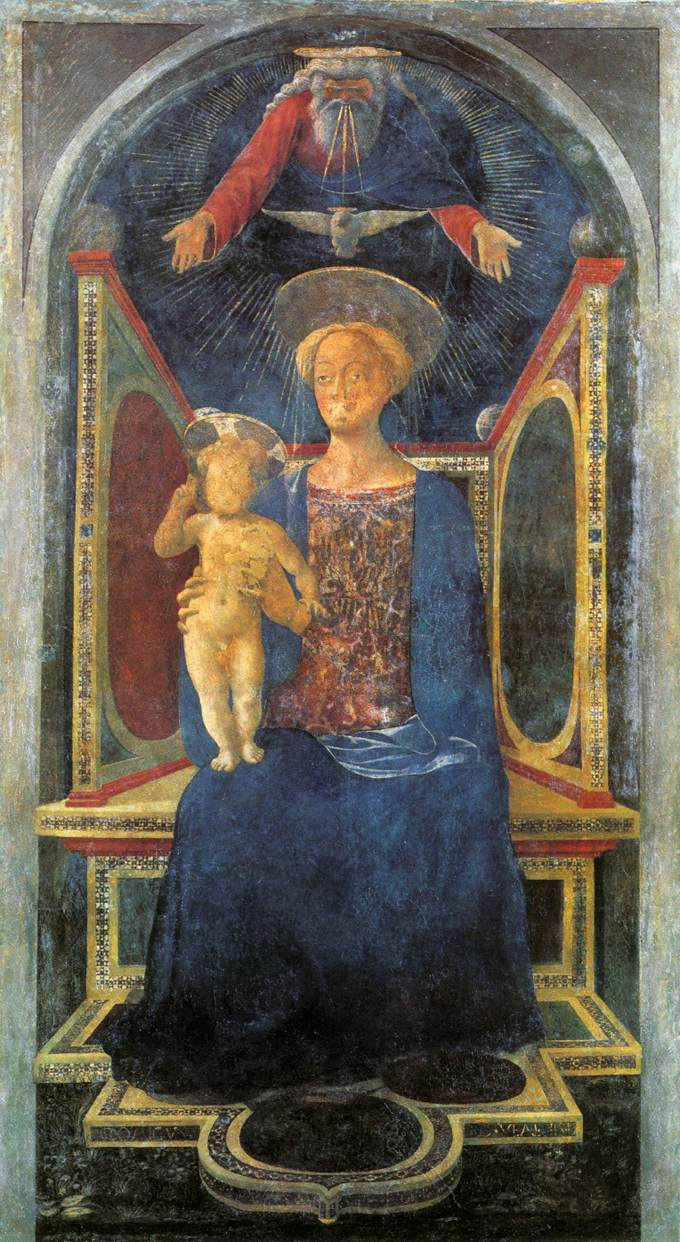
Tabernacolo Carnesecchi (it)
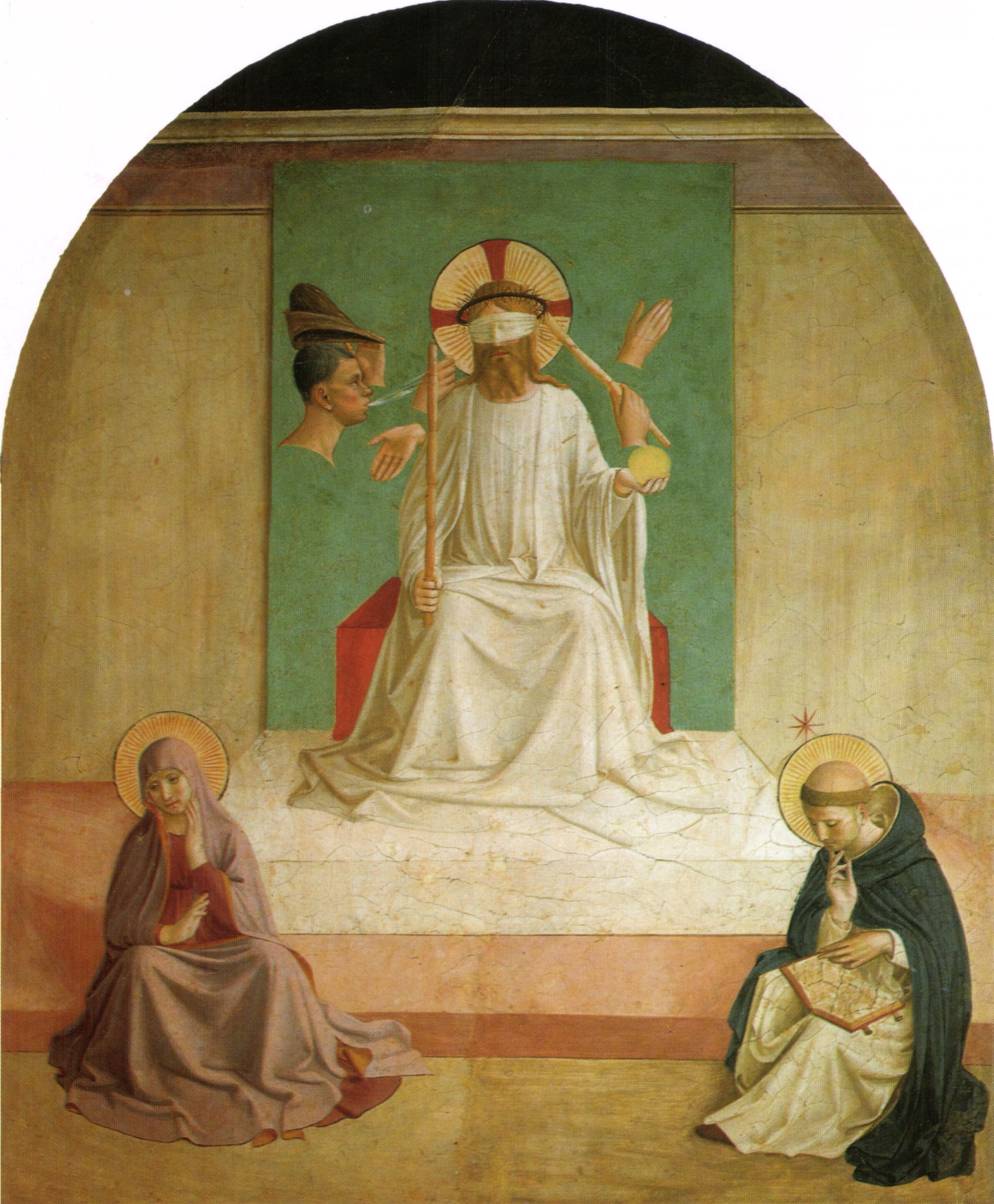
Christ aux outrages, fresque de Fra Angelico à San Marco.
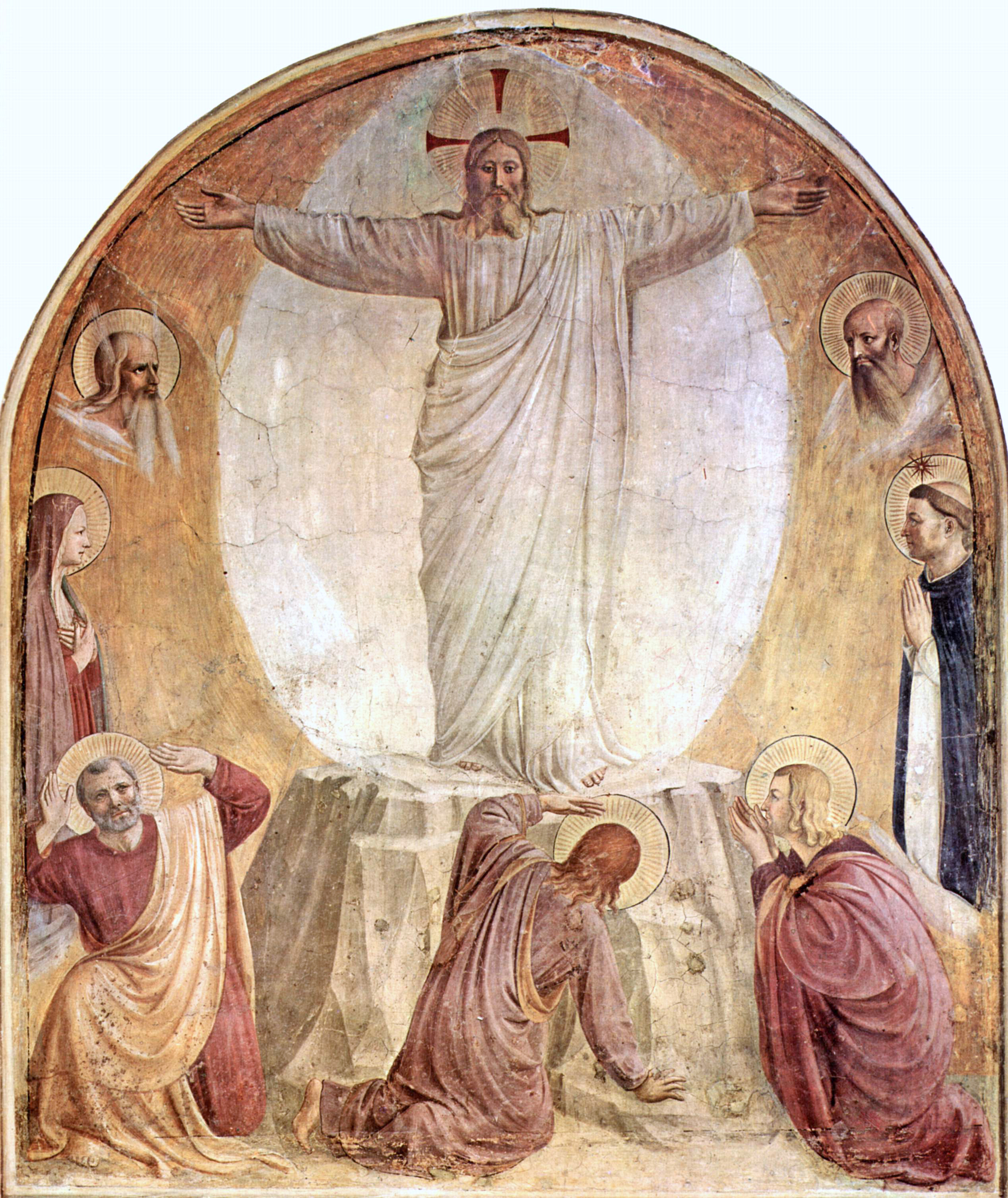
Transfiguration, fresque de Fra Angelico à San Marco.
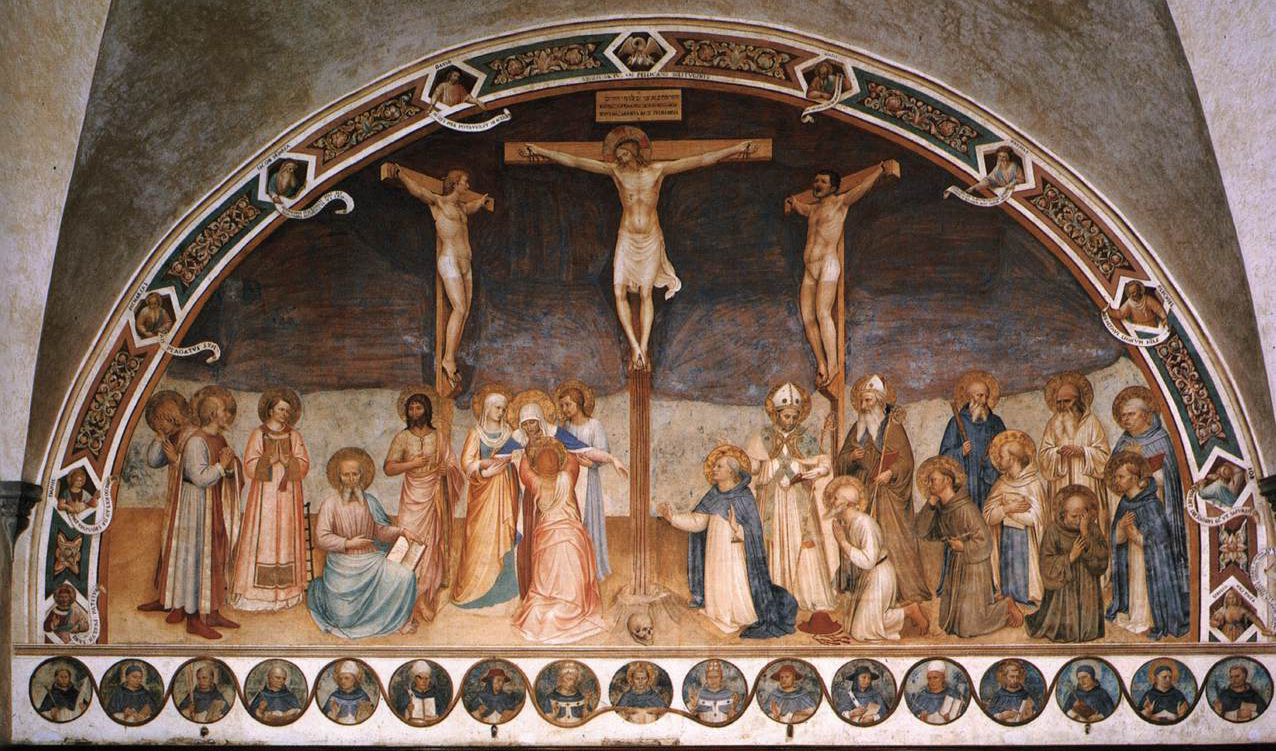
Crucifixion et saints, fresque de Fra Angelico à San Marco.
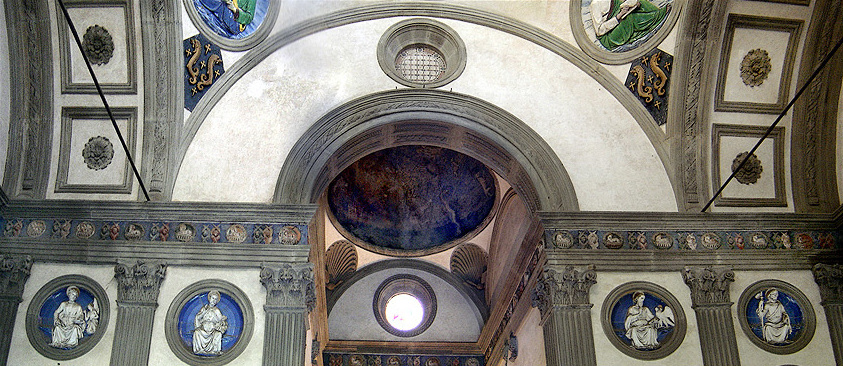
chapelle des Pazzi, décorée par Luca Della Robbia, basilique Santa Croce de Florence.
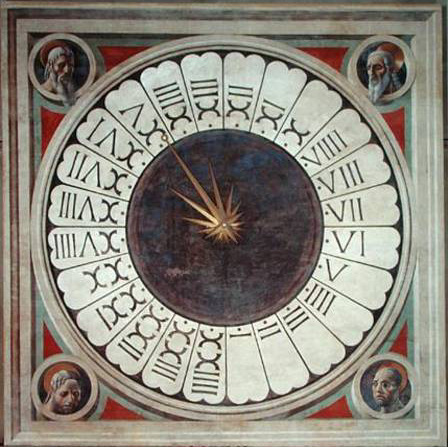
Horloge de Santa Maria del Fiore de Paolo Uccello.
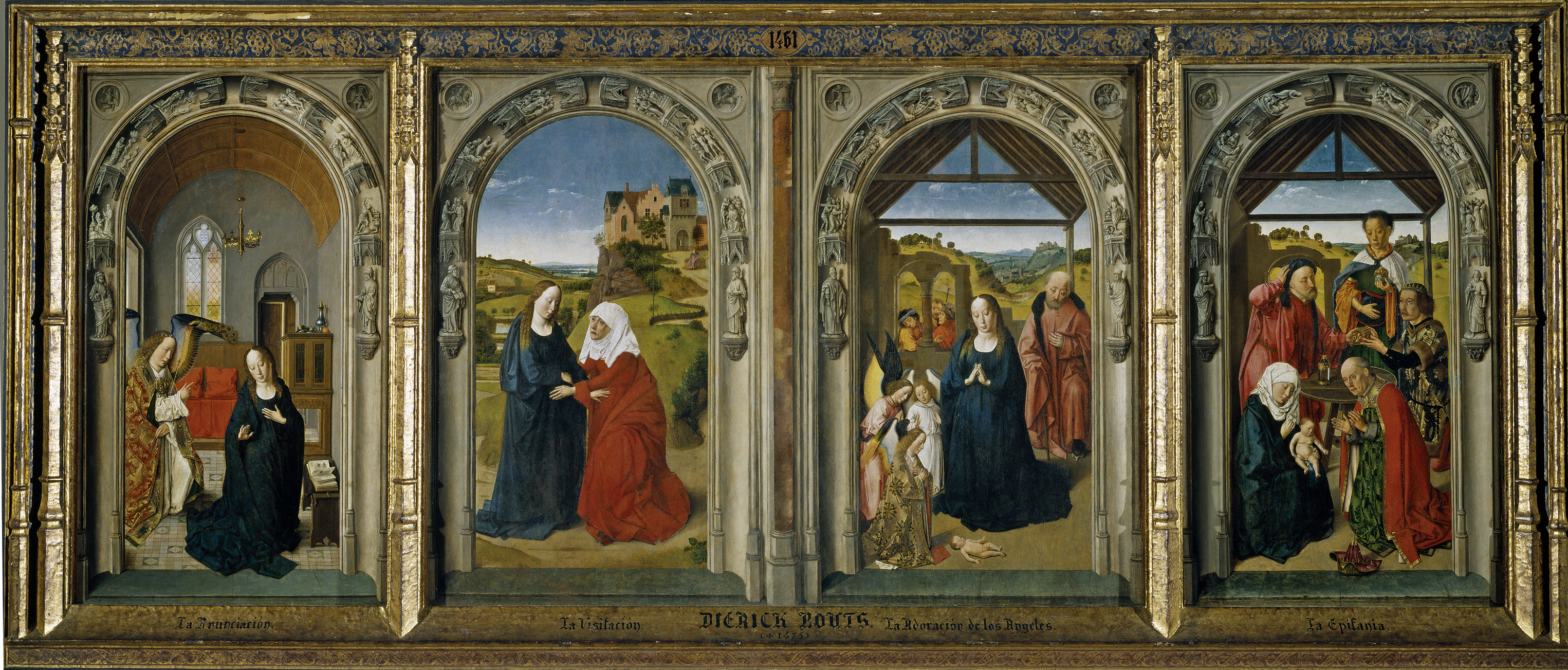
Dirk Bouts, triptyque de La Vie de la Vierge.
Descente de croix de Rogier van der Weyden.
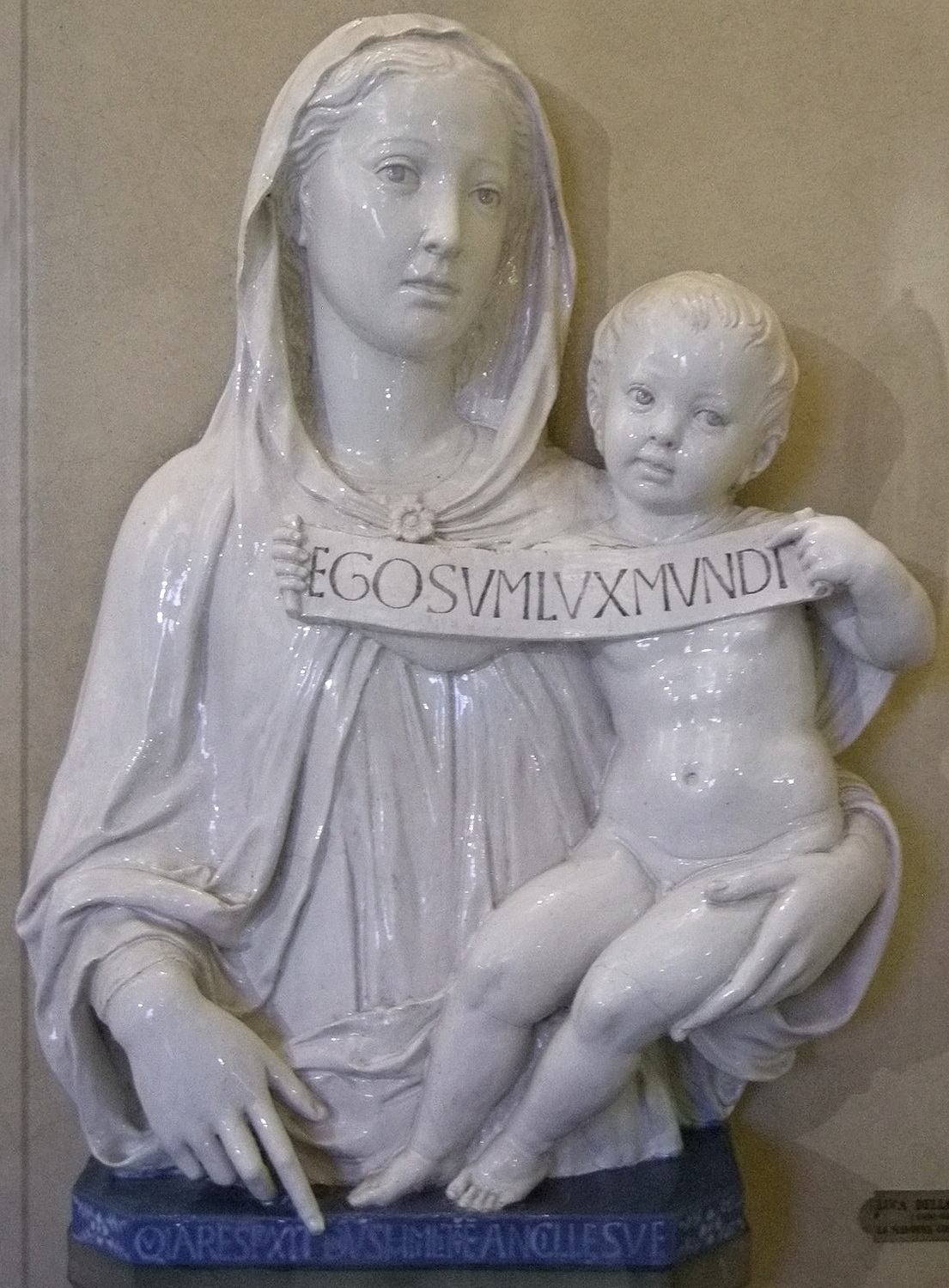
Vierge à l'enfant, sculpture émaillée de Luca della Robbia (1446-1449)
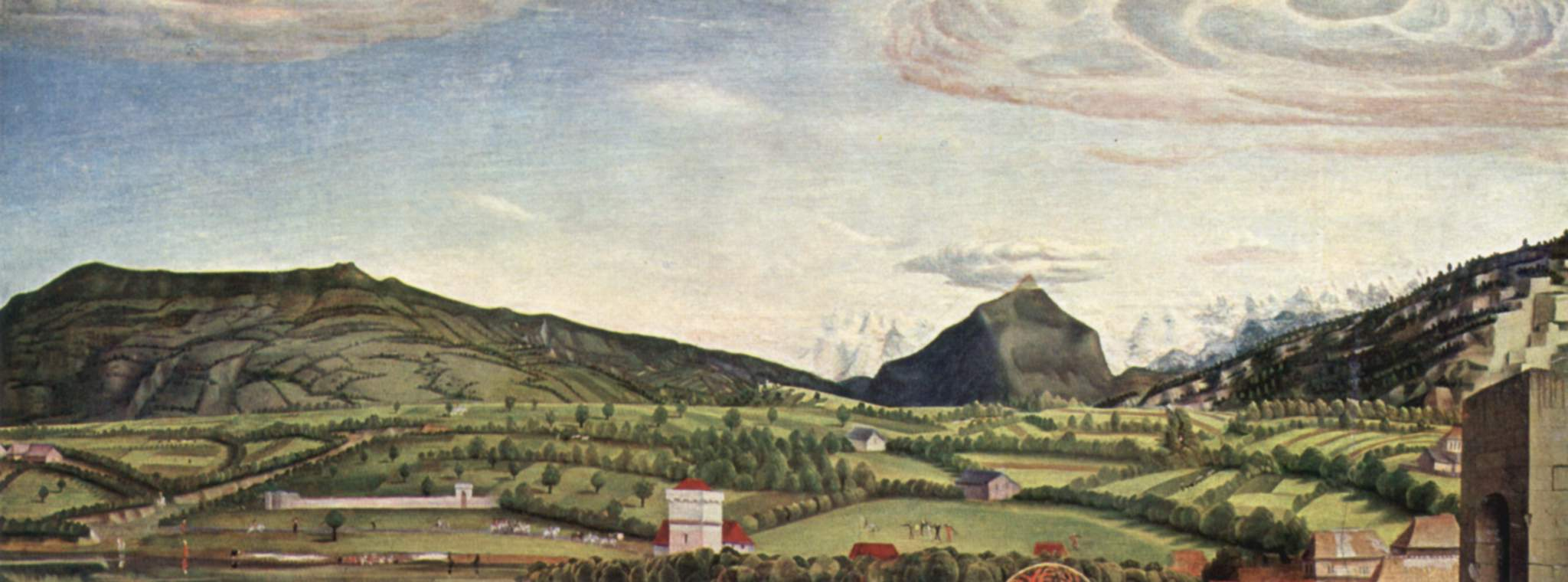
Fragment du retable de Saint-Pierre de Konrad Witz.
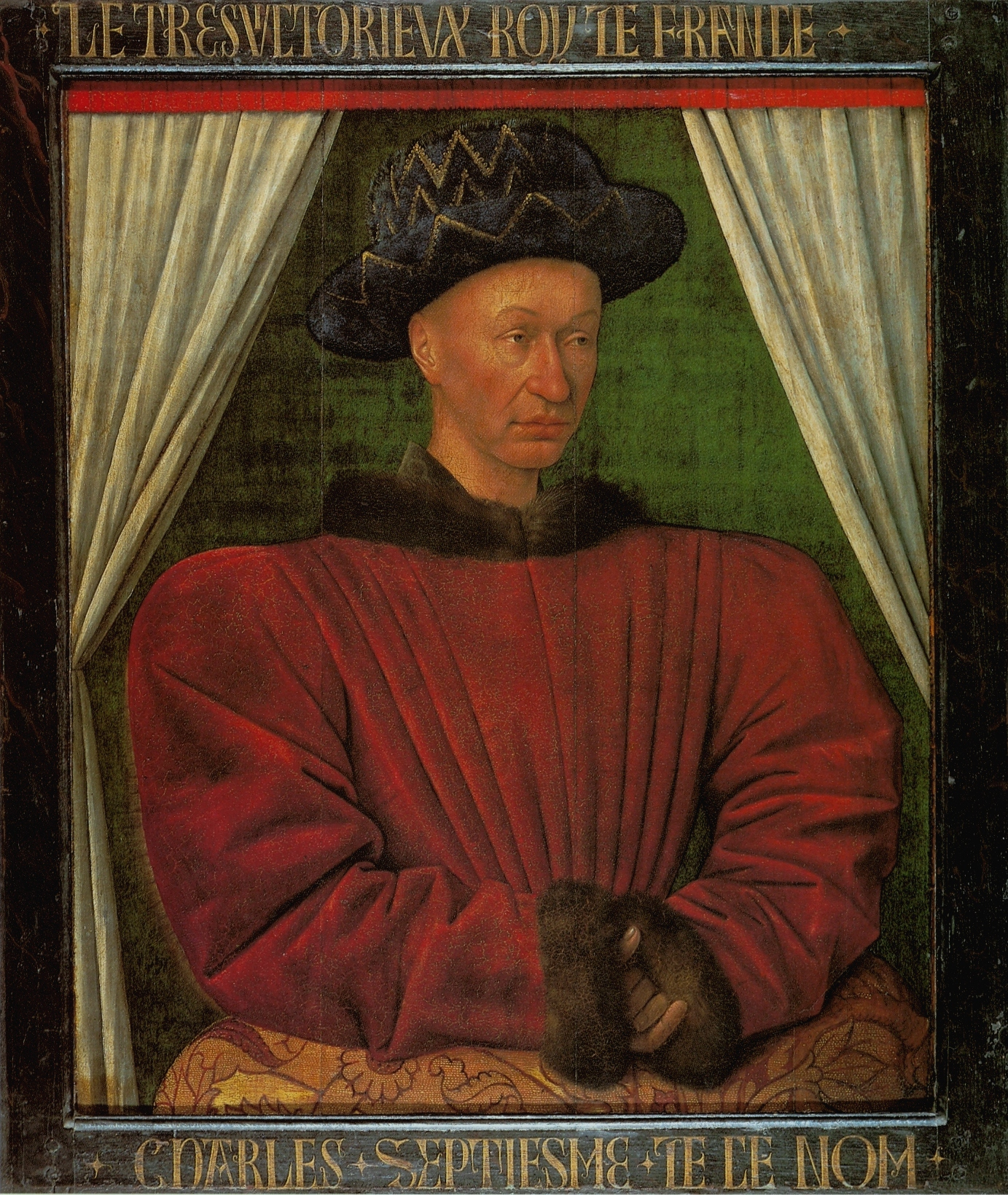
Portrait de Charles VII, de Jean Fouquet.
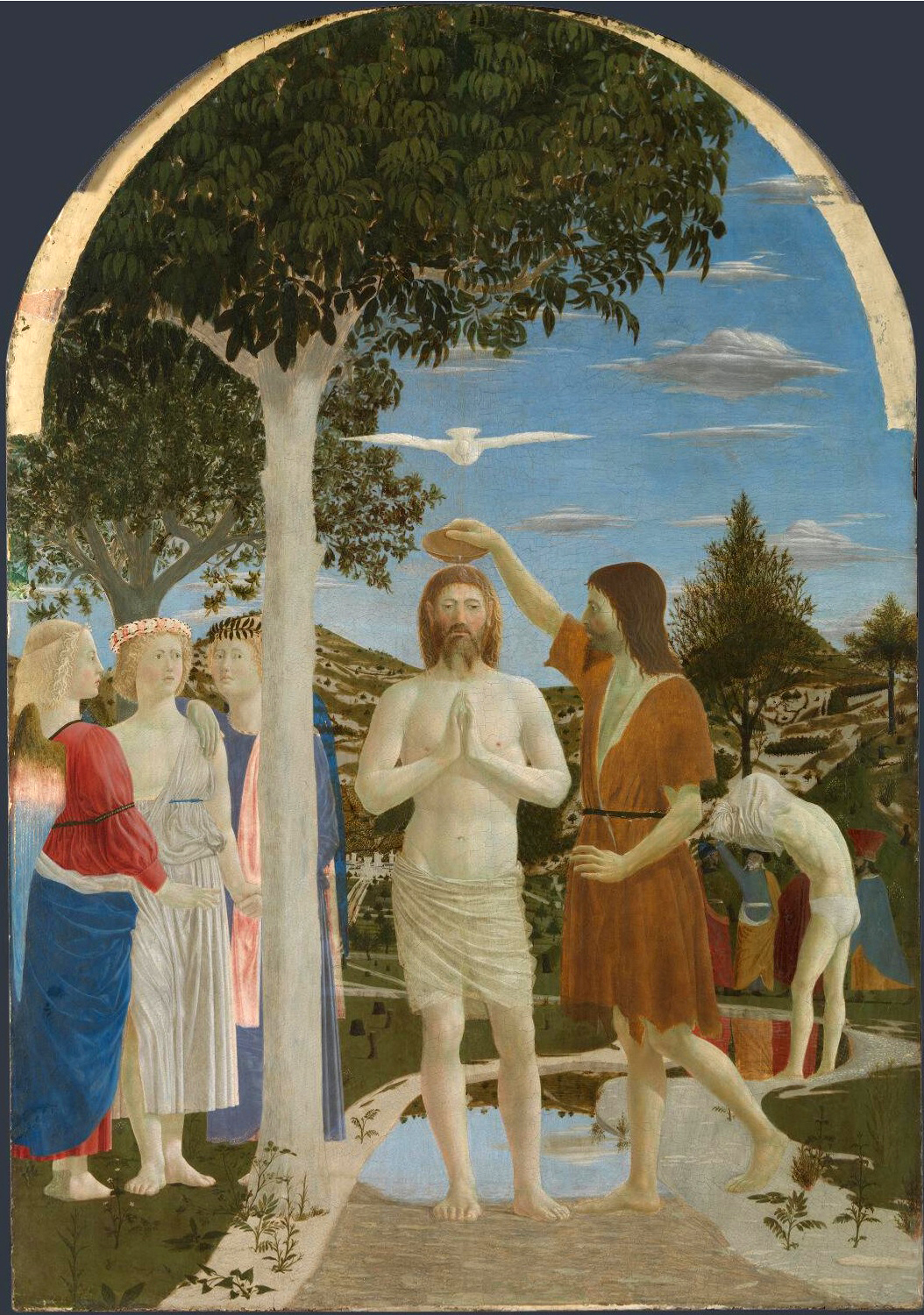
Baptême du Christ (Piero della Francesca).
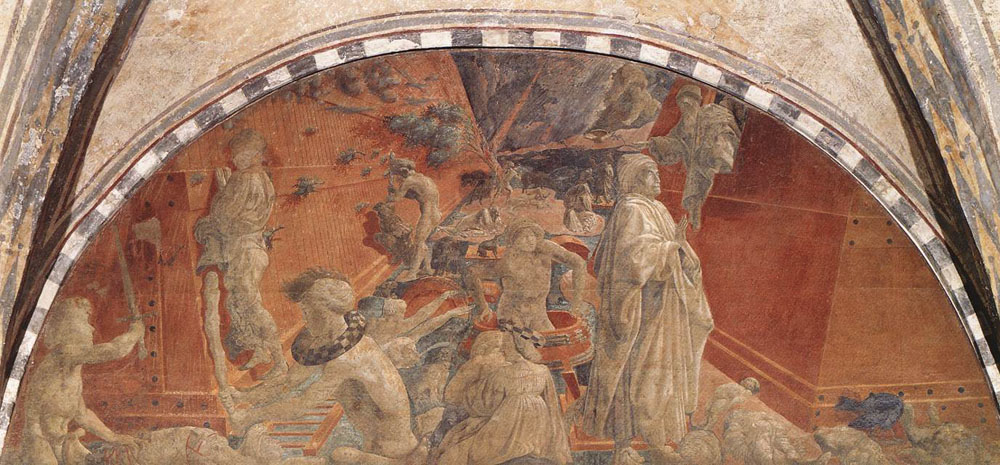
Le déluge, Paolo Uccello.
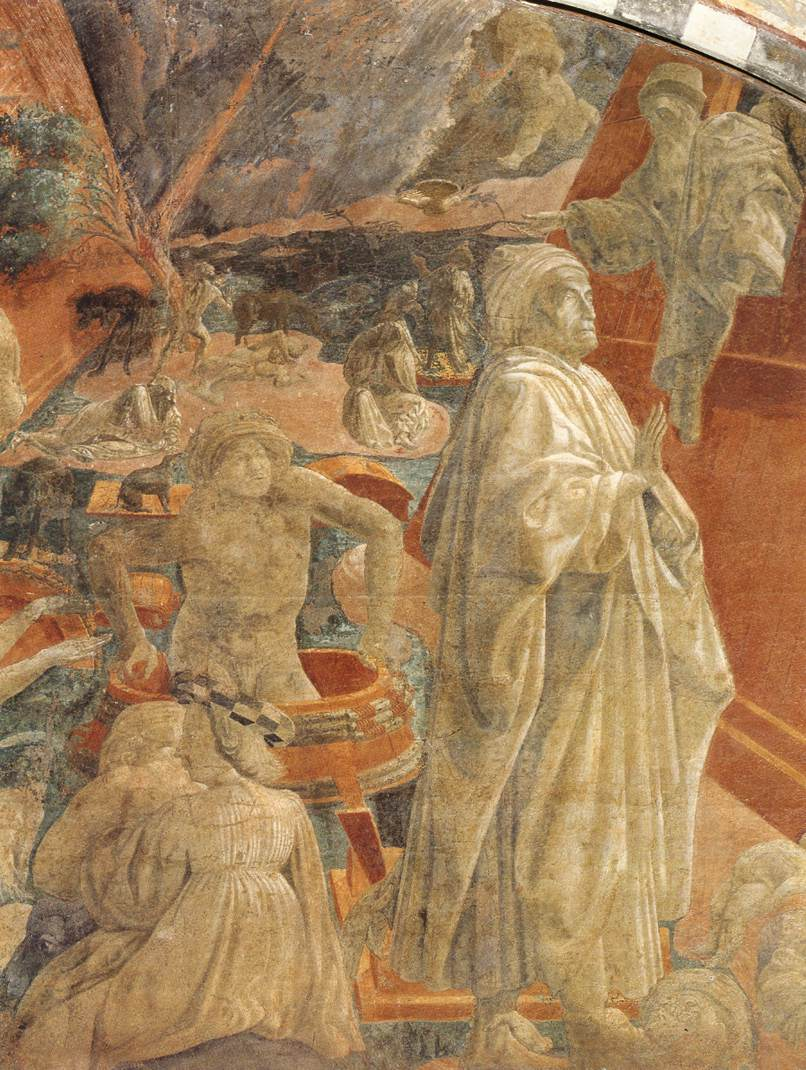
Déluge, scènes de la vie de Noé, détail.
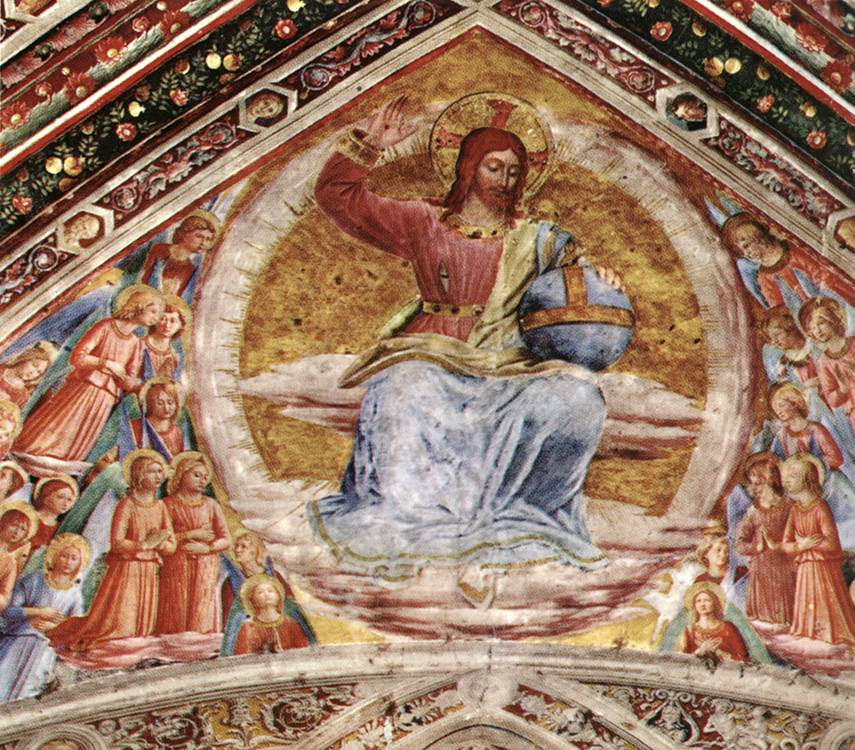
Fresque de la cathédrale d'Orvieto.
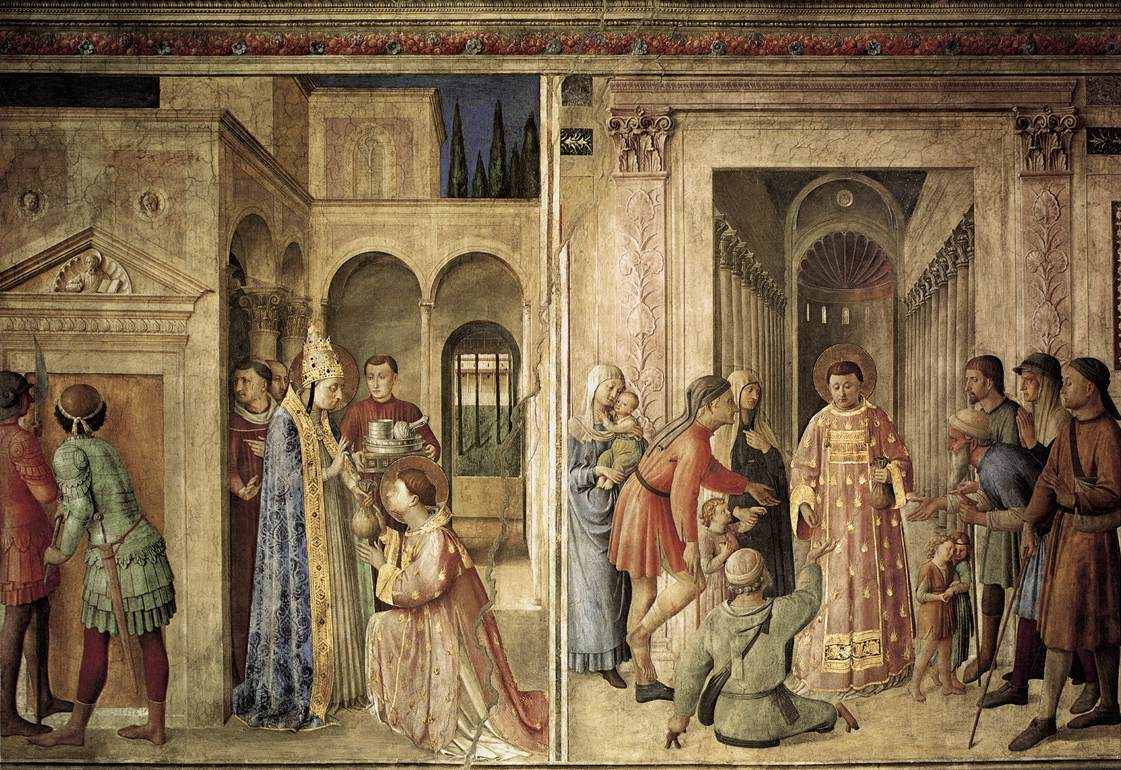
Fresque de la Chapelle Nicoline du Vatican.
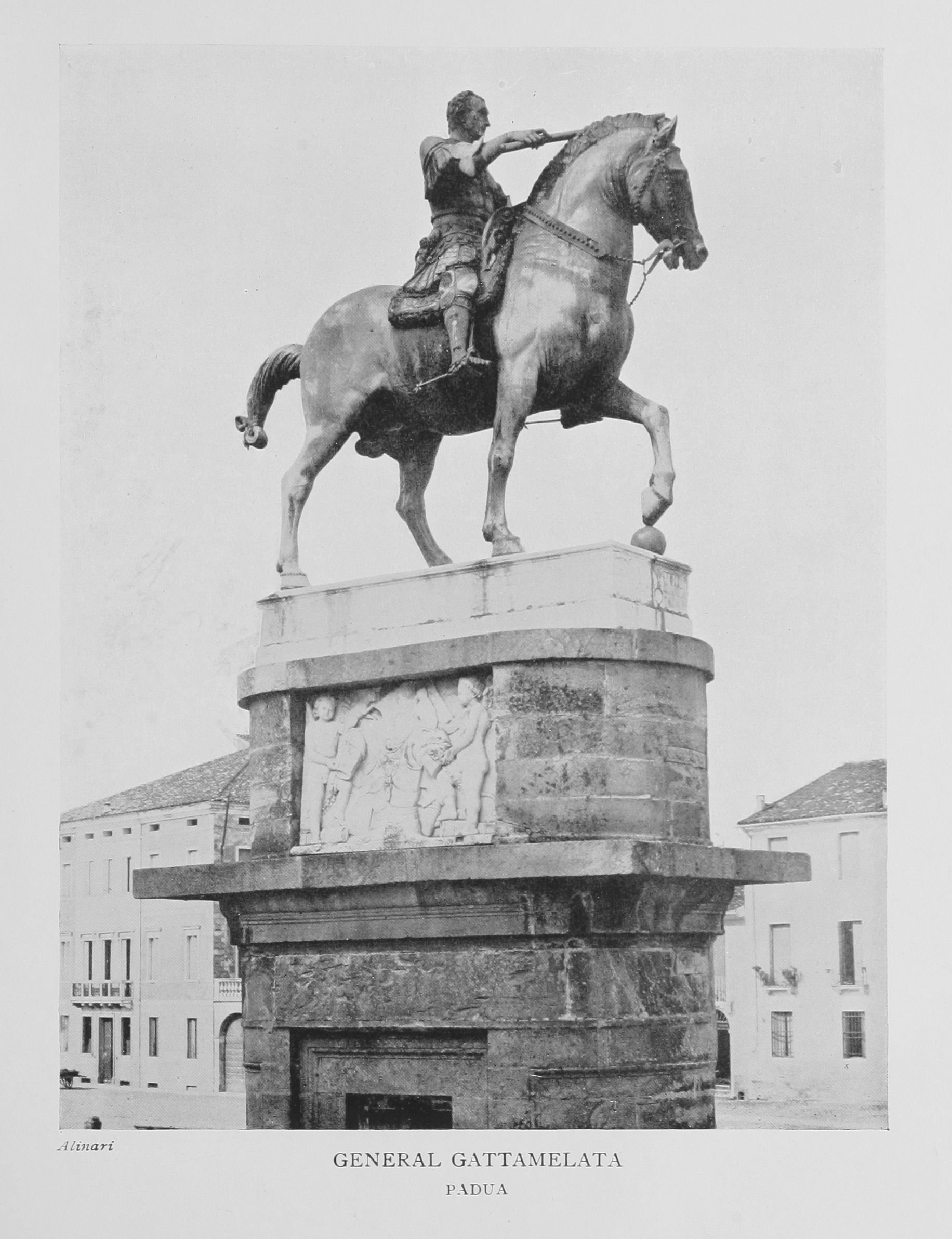
Statue de Gattamelata de Donatello.
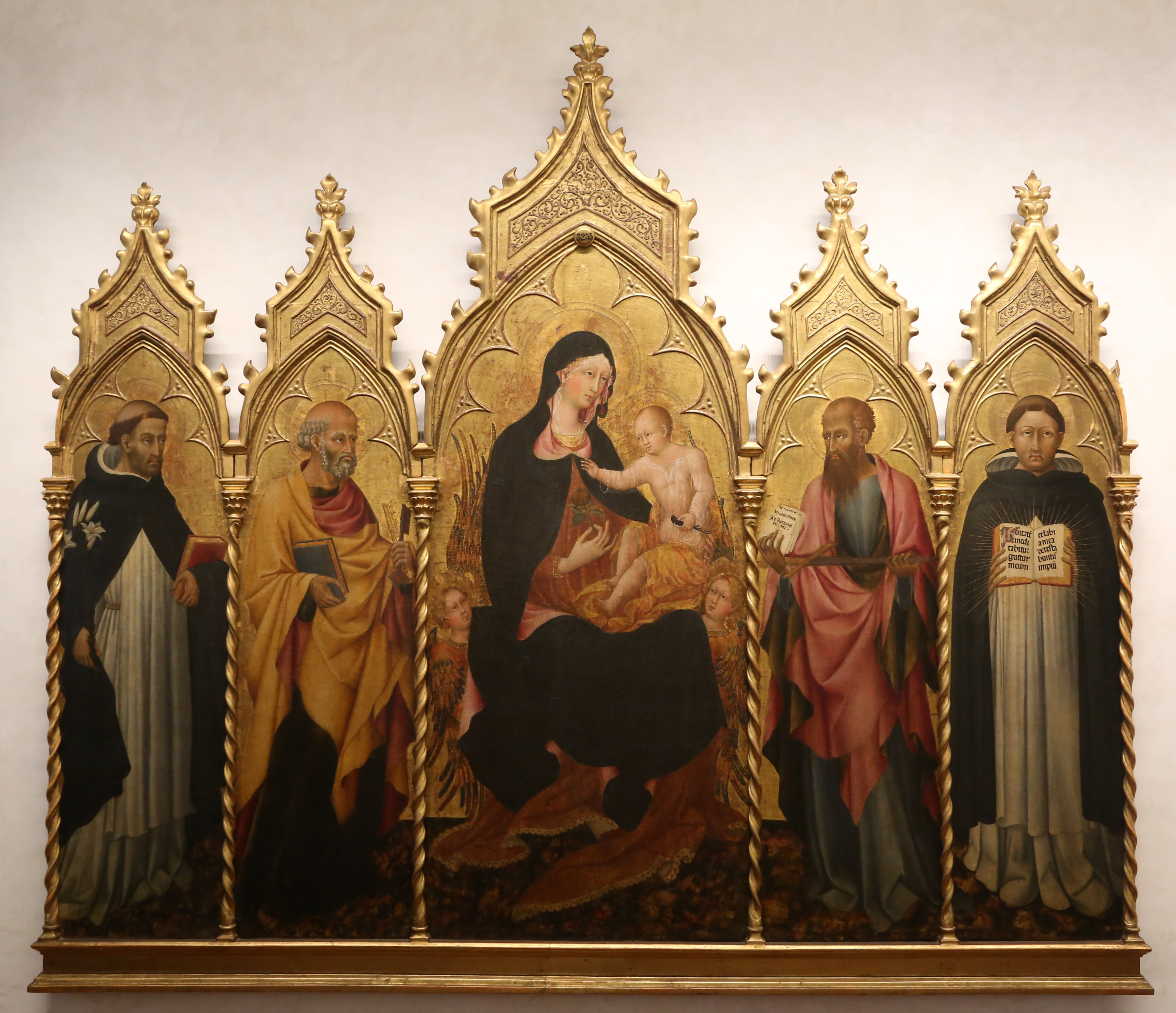
Retable de Guelfi, Giovanni di Paolo.

## Naissances
- 1440 : Rueland Frueauf l'Ancien, peintre autrichien († 1507),
- 1er mars 1445 : Botticelli, peintre italien.
- 1445 : Francesco Rosselli, peintre et graveur italien († avant 1513),

## Décès
- 9 juillet 1441 : van Eyck, peintre flamand.